# Pauline Bouffé
Pour les articles homonymes, voir Bouffé.
Pauline Bouffé, née le 12 décembre 1837 à Paris, où elle est morte le 4 janvier 1924, est une sculptrice française.

## Biographie
Pauline Bouffé est née le 12 décembre 1837 à Paris au no 15, rue Neuve-Saint-Étienne-Bonne-Nouvelle. Fille de Hugues-Marie-Désiré Bouffé, artiste dramatique, et de Marie Alphonsine Bitter, elle épouse Richard  Henri Joseph Bondu (1847-1883), artiste dramatique, à Paris 16e, le 17 avril 1875. 
Élève de Fanny Dubois-Davesnes et d'Aimé Millet, elle expose au Salon de Paris en 1869 et 1870, puis en 1878 et 1879 (sous le nom de Pauline Richard-Bouffé).
Elle meurt le 4 janvier 1924 dans le 17e arrondissement de Paris, et est inhumée au cimetière du Père-Lachaise (7e division).

## Œuvres
- Mme Rose Chéri[4]. Buste en marbre. Salon de 1869 (n° 3260).
- M. Bouffé, rôle de Pauvre Jacques. Buste en terre cuite. Salon de 1869 (n° 3261). Ce buste appartenait au théâtre du Gymnase.
- M. Bouffé, artiste dramatique. Buste en terre cuite. Salon de 1870 (n°4293).
- Portrait d'enfant. Buste en terre cuite. Salon de 1870 (n° 4294).
- Portrait de M.G Womls, Sociétaire de la Comédie-Française. Buste en plâtre. Salon de 1878 (n° 4547)
- Portrait de M. J. Lefort. Plâtre bronzé. Salon de 1879 (n° 5313).